# Gagarine (Ouzbékistan)
Pour les articles homonymes, voir Gagarine (homonymie).
Gagarine est une ville d'Ouzbékistan dépendant de la province de Djizak, chef-lieu administratif du raïon de Mirzatchoul. Elle se trouve au nord de la steppe de la Faim, dans la partie irriguée. Sa population était de 26 660 habitants en 2010. Elle se trouve à 73 km au sud-ouest de Goulistan.
Lorsqu'elle a obtenu le statut de ville en 1974, du temps de la RSS d'Ouzbékistan, la localité qui s'appelait Erjar a pris le nom de Gagarine, en l'honneur du cosmonaute Youri Gagarine.

## Économie
La ville vit de l'exploitation du coton. Une usine de béton armé existait à l'époque soviétique.